# Gaggio
Gaggio is een plaats (frazione) in de Italiaanse gemeente Ardenno.